# Exit-13
Exit-13 byla americká grindcoreová kapela založená v roce 1989 v Millersville v Pensylvánii. Mezi zakládající členy patřili Bill Yurkiewicz (vokály), Steve O'Donnell (kytara) a Joel DiPietro (baskytara). Po několika personálních rošádách zůstal v kapele až do jejího zániku v roce 1997 jediný stabilní člen – Bill Yurkiewicz (spoluzakladatel vydavatelství Relapse Records). Ve skupině působil i hudebník Dan Lilker (Anthrax, Nuclear Assault, S.O.D., Holy Moses, Brutal Truth).
Kapela se ve svých textech zaobírala politikou, sociálními tématy, marihuanou a ekologií.
Debutové studiové album vyšlo roku 1990 a nese název Green Is Good!.

## Diskografie
Dema
- Disemboweling Party (1989)
- Bottomless Pit (1989)
- Eat More Crust (1989)
- The Unrequited Love for Chicken Soup (1989)

Studiová alba
- Green Is Good! (1990)
- Ethos Musick (1994)[2]

EP
- Spare the Wrench, Surrender the Earth (1991)
- ...Just a Few More Hits (1995) – obal alba karikuje obal desky Black Metal od britské kapely Venom.[3][2]

Kompilační alba
- Don't Spare the Green Love (1993)
- High Life! (2007)

Kolaborativní alba
- Smoking Songs (1996) – spolupráce se zpěvačkou Bliss Blood ze skupiny Pain Teens. Album obsahuje coververze jazzových a bluesových nahrávek z 20., 30. a 40. let 20. století,[1] jeho kompletní název zní Exit-13 featuring Bliss Blood – Smoking Songs: 13 Depraved Tracks of Refer Madness.

Split nahrávky
- Hemdale / Exit-13 (1995) – split 7" vinyl s americkou kapelou Hemdale (o rok později vyšla v reedici na CD)
- Multiplex / Exit-13 (1996) – split 7" vinyl s japonskou kapelou Multiplex

Various Artists kompilace
- Relapse Singles Series Vol. 4 (2004) – VA kompilační CD firmy Relapse Records s kapelami Amorphis, Exit-13, Phobia a Goreaphobia